# Подводно поље (Дрсник)
Подводно поље је археолошки локалитет који се налази у месту Дрсник, на горњем току Дрима у општини Клина. На налазишту су откривени остаци античке грађевине. Од археолошког материјала међу случајним налазима издвајају се остаци архитектонске пластике: део архиволте и постамент. Претпоставља се да се овде налазила вила рустика која је била у саставу већег насеља, чији су остаци нађени у околини, на површини од око 20 хектара.